# Теодицея (Лейбниц)
«Теодицея, или Оправдание Бога», «Опыты теодицеи», или просто «Теодицея» (новолат. theodicea «богооправдание») — трактат немецкого философа и математика Готфрида Лейбница, изданный в 1710 году в Амстердаме. Единственное прижизненное издание большого философского сочинения автора. Полное название «Опыты теодицеи о благости Божией, свободе человека и начале зла» (фр. Essais de Théodicée sur la bonté de Dieu, la liberté de l’homme et l’origine du mal).
Подробное рассмотрение вопроса — почему существует зло во вселенной, и оправдание Бога за зло в мире, то есть «теодицея», слово, введённое автором и приобретшее значение общего термина для выражения задачи примирить существование зла в мире с благостью, премудростью, всемогуществом и правосудием мирового Творца. Блестящее развитие философского учения оптимизма, по которому существующий мир, несмотря на все свои недостатки, есть лучший, то есть наиболее совершенный из всех возможных, и всё совершающееся в нём направлено на осуществление блага. Зло же в мире с необходимостью вытекает из самого существования мира: в каждой монаде лежит присущая ей ограниченность, отсюда зло метафизическое (несовершенство), с ним связано зло физическое (страдание), а зло нравственное (грех) неразрывно связано с существованием свободы, как основы нравственного бытия.
Перевод на русский язык: «Теодицея», переводчик К. Истомин (журнал «Вера и Разум», 1887—1892).

## Три типа зла
Согласно Лейбницу, зло в мире с необходимостью вытекает из самого его существования. В каждой монаде лежит присущая ей ограниченность; без этого она обладала бы совсем абсолютной природой и не отличалась бы от Бога. Отсюда метафизическое зло, с которым связана возможность зла физического, то есть страдания разумных существ в прямом значении этого слова. Зло физическое имеет некоторые высшие основания своего бытия в природе. Жизнь есть воспитание существ для верховных целей, руководимое самим Богом: с этой точки зрения, страдание может быть рассматриваемо как наказание или воспитательное средство. Физическое зло допускается в мир, потому что через него мы достигаем благ, которые иначе были бы для нас закрыты. Вспомним, например, об одушевлённых порывах патриотизма, самоотверженности, равнодушии к смерти, вызываемых в народах войной. Обыкновенно зло служит для того, чтобы доставить нам большее добро или отвратить ещё большее зло. Вообще жизнь гораздо сноснее и богаче радостями, чем полагают её хулители: при оценке жизни следует принимать в расчёт блага беспрепятственной деятельности, здоровья и всего того, что хотя и не вызывает в нас прямо ощутимых удовольствий, но лишение чего нам всё-таки показалось бы огромным несчастием. Третий вид зла есть зло нравственное (то есть зло в прямом смысле — грех). Его Божество не могло изъять из мира, не уничтожив самой основы нравственного бытия — свободы. Сущность духа состоит в самоопределении и самостоятельности; без них он был бы призрачным и слепым орудием чуждых ему сил, и его существование не имело бы никакой нравственной цены. Но где свобода, там — возможность извращенной деятельности, то есть греха.